# Popillia latecostata
Popillia latecostata är en skalbaggsart som beskrevs av Ohaus 1908. Popillia latecostata ingår i släktet Popillia och familjen Rutelidae. Inga underarter finns listade i Catalogue of Life.